# Esponja anticonceptiva

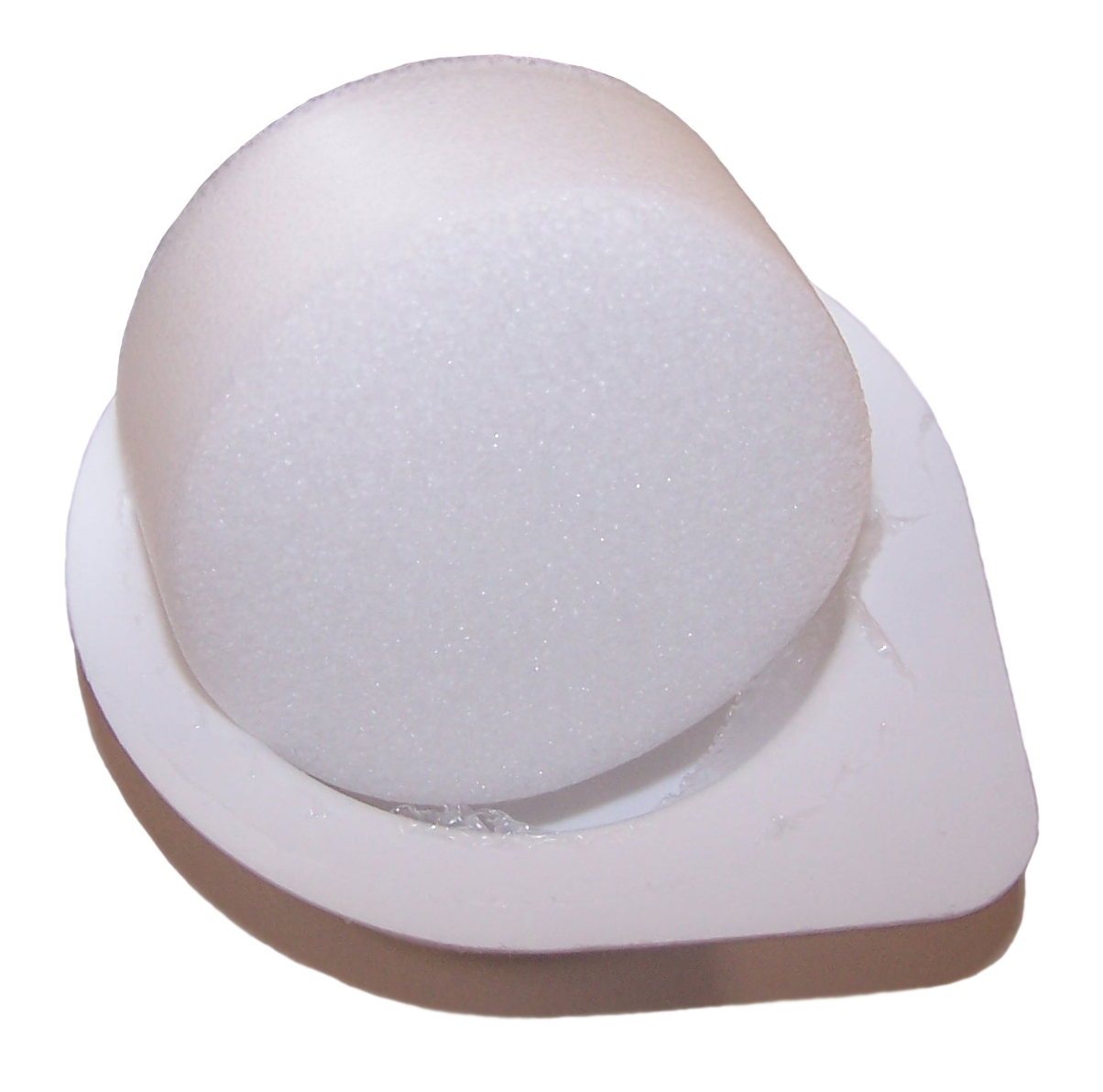
Una esponja anticonceptiva sobre el suport de l'envàs.

L'esponja anticonceptiva combina mètodes de barrera i espermicides per prevenir la concepció. Les esponges funcionen de dues maneres. En primer lloc, s'introdueix l'esponja a la vagina, de manera que pugui cobrir el coll uterí i evitar que els espermatozoides entrin a l'úter. En segon lloc, l'esponja conté espermicida.
Les esponges s'introdueixen per via vaginal abans del coit i s'han de col·locar sobre el coll de l'úter per ser efectives. Les esponges no proporcionen protecció contra les infeccions de transmissió sexual. Les esponges poden proporcionar anticoncepció per a múltiples actes sexuals durant un període de 24 hores, però no es poden reutilitzar més enllà d'aquest temps ni un cop retirades.